# Frosolone
Frosolone é uma comuna italiana da região do Molise, província de Isérnia, com cerca de 3.364 habitantes. Estende-se por uma área de 49 km², tendo uma densidade populacional de 69 hab/km². Faz fronteira com Carpinone, Casalciprano (CB), Civitanova del Sannio, Duronia (CB), Macchiagodena, Molise (CB), Sant'Elena Sannita, Sessano del Molise, Torella del Sannio (CB).
Pertence à rede das Aldeias mais bonitas de Itália.

## Demografia
| Variação demográfica do município entre 1861 e 2011                               |
|                                                                                   |
| Fonte: Istituto Nazionale di Statistica (ISTAT) - Elaboração gráfica da Wikipedia |